# Neuburgo-Schrobenhausen
Neuburgo-Schrobenhausen ou Neuburg-Schrobenhausen é um distrito da Alemanha, na região administrativa da Alta Baviera, estado de Baviera.

## Cidades e Municípios
- Cidades:

1. Neuburgo do Danúbio
2. Schrobenhausen

- Municípios:

1. Aresing
2. Berg
3. Bergheim
4. Brunnen
5. Burgheim
6. Ehekirchen
7. Gachenbach
8. Karlshuld
9. Karlskron
10. Königsmoos
11. Langenmosen
12. Oberhausen
13. Rennertshofen
14. Rohrenfels
15. Waidhofen
16. Weichering